# Sommer-Paralympics 2020/Teilnehmer (Dänemark)
| stlisierte Goldmedaille | stlisierte Silbermedaille | stlisierte Bronzemedaille |
| ----------------------- | ------------------------- | ------------------------- |
| 3                       | 1                         | 1                         |

Dänemark nominierte für die Paralympischen Spiele 2020 in Tokio (24. August bis 5. September 2021) 25 Athleten in 8 Sportarten.

## Teilnehmer

### Badminton
| Athleten                    | Wettbewerb | Gruppenphase   | Gruppenphase          | Gruppenphase | Gruppenphase | Achtelfinale  | Achtelfinale  | Viertelfinale | Viertelfinale | Halbfinale    | Halbfinale    | Finale        | Finale        | Rang |
| Athleten                    | Wettbewerb | Gegner         | Ergebnis              | Punkte       | Rang         | Gegner        | Ergebnis      | Gegner        | Ergebnis      | Gegner        | Ergebnis      | Gegner        | Ergebnis      | Rang |
| --------------------------- | ---------- | -------------- | --------------------- | ------------ | ------------ | ------------- | ------------- | ------------- | ------------- | ------------- | ------------- | ------------- | ------------- | ---- |
| Frauen                      |            |                |                       |              |              |               |               |               |               |               |               |               |               |      |
| Cathrine Rosengren Andersen | Einzel SU5 | Akiko Sugino   | (21–15, 13–21, 15–21) | 0            | 3            | Ausgeschieden | Ausgeschieden | Ausgeschieden | Ausgeschieden | Ausgeschieden | Ausgeschieden | Ausgeschieden | Ausgeschieden |      |
| Cathrine Rosengren Andersen | Einzel SU5 | Kaede Kameyama |                       | 0            | 3            | Ausgeschieden | Ausgeschieden | Ausgeschieden | Ausgeschieden | Ausgeschieden | Ausgeschieden | Ausgeschieden | Ausgeschieden |      |

### Leichtathletik
| Athleten                 | Wettbewerb     | Vorlauf/Vorkampf | Vorlauf/Vorkampf | Halbfinale | Halbfinale | Finale      | Finale | Rang   |
| Athleten                 | Wettbewerb     | Zeit/Weite       | Rang             | Zeit/Weite | Rang       | Zeit/Weite  | Rang   | Rang   |
| ------------------------ | -------------- | ---------------- | ---------------- | ---------- | ---------- | ----------- | ------ | ------ |
| Frauen                   |                |                  |                  |            |            |             |        |        |
| Kristel Walther          | Diskuswurf T64 | –                | –                | –          | –          | 34,19 m     | 6      | 6      |
| Bjørk Kjellman Nørremark | Weitsprung T47 | –                | –                | –          | –          | 4,77 m      | 11     | 11     |
| Männer                   |                |                  |                  |            |            |             |        |        |
| Daniel Jørgensen         | 100 m T63      | 12,61 s          | 2                | -          | -          | 12,37 s     | 4      | 4      |
| Daniel Jørgensen         | Weitsprung T63 | –                | –                | –          | –          | 7,07 m      | 3      | Bronze |
| Christian Lykkeby Olsen  | 1500 m T46     | –                | –                | –          | –          | 1:00,16 min | 7      | 7      |

### Radsport (Straße)
| Athleten                | Wettbewerb         | Zeit         | Rang |
| ----------------------- | ------------------ | ------------ | ---- |
| Kim Klüver Christiansen | Zeitfahren (H4)    | 45:19,19 min | 10   |
| Kim Klüver Christiansen | Straßenrennen (H4) | überholt     | 9    |

### Reiten
| Athleten | Wettbewerb(e)               | Punkte/Prozent | Rang |
| --- | --------------------------- | -------------- | ---- |
| Katrine Kristensen mit Welldone Dallas                                                                            | Championship Test Grade II  | 69,794 %       | 6    |
| Katrine Kristensen mit Welldone Dallas                                                                            | Kür Grade II                | 73,387 %       | 5    |
| Tobias Thorning Jørgensen mit Jolene Hill                                                                         | Championship Test Grade III | 78,971 %       |      |
| Tobias Thorning Jørgensen mit Jolene Hill                                                                         | Kür Grade III               | 84,347 %       |      |
| Caroline Cecilie Nielsen mit Davidoff                                                                             | Championship Test Grade III | 70,265 %       | 7    |
| Caroline Cecilie Nielsen mit Davidoff                                                                             | Kür III                     | 71,847 %       | 7    |
| Susanne Jensby Sunesen mit Leeds                                                                                  | Championship Test Grade IV  | 71,976 %       | 5    |
| Susanne Jensby Sunesen mit Leeds                                                                                  | Kür Grade IV                | 71,375 %       | 7    |
| Katrine Kristensen mit Welldone Dallas Tobias Thorning Jørgensen mit Jolene Hill Susanne Jensby Sunesen mit Leeds | Mannschaft                  | 224,324 %      | 4    |

### Rollstuhlrugby
| Wettbewerb       | Mixed |
| ---------------- | --- |
| Athleten         | Jakob Mortensen Jesper Ring Krüger Kristian Bak Eriksen Kurt Busk Jensen Leon Jørgensen Mark Ingemann Peters Mikkel Flodgaard Schöttel Morten Møller Emholt Sebastian Mathias Vinkler Frederiksen Sofie Sejer Skoubo Thomas Pagh |
| Gruppenphase     | Australien (53:54) |
| Gruppenphase     | Japan (51:60) |
| Gruppenphase     | Frankreich (50:52) |
| Halbfinale       | ausgeschieden |
| Spiel um Platz 7 | Neuseeland (56:53) |
| Finale           | ausgeschieden |
| Platzierung      | 7 |

### Schwimmen
| Athleten       | Wettbewerb        | Vorlauf     | Vorlauf | Finale      | Finale | Rang |
| Athleten       | Wettbewerb        | Zeit        | Rang    | Zeit        | Rang   | Rang |
| -------------- | ----------------- | ----------- | ------- | ----------- | ------ | ---- |
| Frauen         |                   |             |         |             |        |      |
| Amalie Winther | 400 m Freistil S8 | —           | —       | 5:22,44 min | 7      | 7    |
| Amalie Winther | 100 m Brust SB7   | 1:48,97 min | 8       | 1:47,84 min | 8      | 8    |
| Amalie Winther | 200 m Lagen SM8   | 3:12,70 min | 8       | 3:11,29 min | 7      | 7    |

### Taekwondo
| Athlet             | Wettbewerb    | Achtelfinale | Achtelfinale | Viertelfinale       | Viertelfinale | Halbfinale           | Halbfinale | Hoffnungsrunde | Hoffnungsrunde | Kampf um Gold/Bronze | Kampf um Gold/Bronze | Rang |
| Athlet             | Wettbewerb    | Gegner       | Ergebnis     | Gegner              | Ergebnis      | Gegner               | Ergebnis   | Gegner         | Ergebnis       | Gegner               | Ergebnis             | Rang |
| ------------------ | ------------- | ------------ | ------------ | ------------------- | ------------- | -------------------- | ---------- | -------------- | -------------- | -------------------- | -------------------- | ---- |
| Frauen             |               |              |              |                     |               |                      |            |                |                |                      |                      |      |
| Lisa Kjær Gjessing | bis 58 kg K44 | —            | —            | S. al Moneem Hassan | 14:3          | S. Cardoso Fernandes | 8:6        | —              | —              | B. Munro             | 32:14                |      |

### Tischtennis
| Athleten         | Wettbewerb        | Gruppenphase  | Gruppenphase | Viertelfinale | Viertelfinale | Halbfinale   | Halbfinale | Finale        | Finale   | Rang |
| Athleten         | Wettbewerb        | Gegner        | Ergebnis     | Gegner        | Ergebnis      | Gegner       | Ergebnis   | Gegner        | Ergebnis | Rang |
| ---------------- | ----------------- | ------------- | ------------ | ------------- | ------------- | ------------ | ---------- | ------------- | -------- | ---- |
| Männer           |                   |               |              |               |               |              |            |               |          |      |
| Peter Rosenmeier | Einzel (Klasse 6) | I. Seidenfeld | 3:2          | Chao C.       | 3:1           | R. Thainiyom | 3:1        | I. Seidenfeld | 0:3      |      |
| Peter Rosenmeier | Einzel (Klasse 6) | M. Parenzan   | 3:0          | Chao C.       | 3:1           | R. Thainiyom | 3:1        | I. Seidenfeld | 0:3      |      |